# 松岡あさひ
松岡 あさひ（まつおか あさひ、1985年（昭和60年）5月30日 - ）は、日本の現代音楽作曲家。編曲家。東京芸術大学演奏芸術センター准教授。

## 経歴
ドイツ・デュッセルドルフで生まれ、その後、徳島県徳島市で育ち、徳島県立城南高等学校を卒業。父は作曲家で鳴門教育大学名誉教授の松岡貴史で、母も同じく作曲家で元香川大学特命准教授の松岡みち子である。
2008年（平成20年）に東京芸術大学音楽学部作曲科を主席卒業し、2011年（平成23年）に同大学の大学院音楽研究科作曲専攻修士課程を修了。これまでに作曲を佐藤眞、北村昭、松下功、小鍛冶邦隆に師事。ピアノを岡原慎也、森正、秦はるひ、チェンバロを大塚直哉に師事。
2012年（平成24年）より文化庁の新進芸術家海外研修員として、ドイツのシュトゥットガルト音楽演劇大学に留学。カスパール・ヨハネス・ワルターに師事。2014年（平成26年）、東京芸術大学演奏芸術センターの教育研究助手となり、2019年（平成31年）の特任准教授を経て2022年（令和4年）より同センターの准教授に就任した。

## 主要作品
- オーケストラ作品《空に読む光》
- ピアノコンチェルト《R-'08》
- オペラ《荒絹》
- ピアノ独奏曲《青いリズム》
- ピアノ独奏曲《錬金術》

## 楽曲提供
- さだまさし「さだまさしの名によるワルツ」（編曲[8]）

## 受賞歴
- 2006年 - 奏楽堂日本歌曲コンクール作曲部門第2位
- 2011年 - 奏楽堂日本歌曲コンクール作曲部門第1位

## 著書
- 『オルガン奏法 : パイプでしゃべろう!パイプで歌おう!』（共著、2020年1月31日、道和書院）